# Wózek rowerowy
Wózek rowerowy – pojazd o szerokości powyżej 0,9 m, przeznaczony do przewozu osób lub rzeczy, poruszany siłą mięśni osoby jadącej tym pojazdem. Wózek rowerowy może być wyposażony w uruchamiany naciskiem na pedały pomocniczy napęd elektryczny zasilany prądem o napięciu nie wyższym niż 48 V o znamionowej mocy ciągłej nie większej niż 250 W, którego moc wyjściowa zmniejsza się stopniowo i spada do zera po przekroczeniu prędkości 25 km/h.